# Гора (Коношский район)
Гора — деревня в Коношском районе Архангельской области России. Входит в состав Климовского сельского поселения.

## География
Деревня находится в юго-западной части Архангельской области, в подзоне средней тайги, в пределах юго-западной части Онего-Двинско-Мезенской равнины, на левом берегу реки Гуздомойки, при автодороге 11К-294, на расстоянии 65 километров (по автомобильной дороге) к западо-северо-западу от Коноши, административного центра района. Абсолютная высота — 171 метр над уровнем моря.

### Климат
Климат характеризуется как умеренно континентальный, избыточно влажный, с продолжительной холодной многоснежной зимой и коротким дождливым прохладным летом. Среднегодовая температура воздуха — +2,2 °C. Средняя температура воздуха самого холодного месяца (января) — −12,7 °C (абсолютный минимум — −45 °C), средняя температура самого тёплого (июля) — +18 °С (абсолютный максимум — +36 °C). Продолжительность периода активной вегетации растений (выше 10 °C) составляет примерно 105—110 дней. Годовое количество атмосферных осадков — 764 мм, из которых большая часть выпадает в период с мая по сентябрь. Среднегодовая скорость ветра составляет 3,6 м/с. В зимнее время преобладают ветры юго-западного направления, в летнее — северного.

### Часовой пояс
Гора, как и вся Архангельская область, находится в часовой зоне МСК (московское время). Смещение применяемого времени относительно UTC составляет +3:00.

## Население
| 2002 | 2010 | 2012 |
| ---- | ---- | ---- |
| 11   | ↘3   | →3   |

### Национальный состав
Согласно результатам переписи 2002 года, в национальной структуре населения русские составляли 100 %.

## История
Указана в «Списке населённых мест Новгородской губернии» в составе Введенской волости Кирилловского уезда Новгородской губернии как «Гора (дер.)». По состоянию на 1911 год в деревне было 107 дворов, 312 жителей мужского пола и 300 женского. В деревне находились: часовня, хлебо-запасный магазин, 5 дегтярных заводов, 2 кожевенных, мелочная лавка и кузница.